# Подданство
По́дданство — политико-правовая односторонняя связь физического лица и монарха.
Для науки российского права характерно разделение (сложившееся в результате особенностей языка) понятий «гражданство» и «подданство». Подданство ранее было характерно для большинства государств с монархической формой правления. Если под подданством понимается связь физического лица с монархом (и, соответственно, институтами короны), то под гражданством понимается более широкая связь непосредственно с государством, а не его главой.
В прочих языках указанные термины могут обозначаться одним словом. Так, под английским «citizenship» в зависимости от контекста может пониматься как гражданство, так и подданство, в то время как термины «citizen» — «гражданин» и «subject» — «подданный» чётко различаются. Вместе с тем иностранные языки могут обладать специфическим разделением видов гражданства, отсутствующим в русском языке: например, английское «citizenship» (в большинстве случаев более узкое понятие) и «nationality» (как правило, более широкое понятие). При этом разделение понятий на широкое и узкое не универсально и может объясняться историко-политическими особенностями развития той или иной страны (например, гражданин Великобритании (то есть непосредственно Соединённого Королевства, коронных владений и заморских территорий) — «British citizen», под категорию «British nationals» попадают лица, входящие в категорию «British citizen», граждане государств Содружества и британские подданные; в то же время для широкого термина «гражданство Европейского союза» применяется термин «citizenship»).

## Этимология и употребление терминов в разных языках
Русское «подданный, подданство» заимствовано в XVII веке из польского «poddany, poddanstwo». В свою очередь польское слово является калькой латинского subditus, где sub — это «pod», dit — «dan», us — «y». Латинское subditus означает буквально «покорённый». Слово «подданный» имело значение «подвластный хозяину, господину», изменившийся в «подданный государства». От него было образовано существительное «подданство» с суффиксом -ств-о и означало «принадлежность лица к постоянному населению государства», в разговорном значении «гражданство». В русском языке известен в виде «подъданьныи», что не исключает его праславянское происхождение.
Следует иметь в виду, что до XVIII века в Русском царстве при письменном обращении к царю служилым людям следовало именовать себя «холоп твой». По указу Петра I от 1 марта 1702 года следовало «На Москве и во всех городах Российского царства царевичам и боярам и окольничим и думным и ближним и служилым и иноземцам и купецким и чернослободским и всякого чину людям писать в челобитных... Вашего Величества нижайший раб». Такое требование сохранялось до указа Екатерины II от 1786 года, в котором говорилось «...в присылаемых же к ее величеству письмах и реляциях или донесениях, по окончании оных, вместо всеподданнейшего раба, подписывать просто: всеподданнейший, или верный подданный; а равным образом в патентах, присяжных листах и во всех прочих бумагах, где до сего слово раб включаемо было, вместо онаго употреблять имя: подданный». Между тем, например в Германии, термины «Staatsbürger» и «Staatsangehürige» (гражданин), а также наименование жителей немецких земель в соответствии с их национальностями (баденец, баварец, пруссак и т.п.) постепенно вытесняли понятие «Untertan» («подданный»).

## Британские подданные
Британскими подданными (British subjects) в соответствии с Актом о гражданстве 1981 года признаются определённые категории лиц, не являющихся ни гражданами Великобритании, ни гражданами Содружества.
В англоязычных странах принято разделять понятия «citizenship» и «nationality», то есть просто гражданство и гражданство в более широком смысле. Исторически понятие «citizenship» означало связь с определённой местностью, а «nationality» — в целом с государством. В настоящее время для нужд британского права британскими гражданами в узком смысле (British citizens) признаются физические лица, имеющие связь непосредственно с Великобританией, то есть лица, населяющие Великобританию, Нормандские острова и остров Мэн, а также Британские заморские территории (до 2002 года их население было гражданами Британских заморских территорий, после указанной даты большинство приобрело статус британских граждан, хотя в ряде случаев статус граждан британских заморских территорий сохранился, к примеру, у граждан британской заморской территории Военная база Акротири и Декелия на Кипре). Указанные категории лиц, вне зависимости от того, проживали ли они на территории Евросоюза в 1973—2020 годах (непосредственно Великобритания до Брексита, а также заморская территория Гибралтар) либо вне его пределов (Нормандские острова, остров Мэн, британские заморские территории, кроме Гибралтара), являлись гражданами Евросоюза. Что касается британских граждан в широком смысле (British nationals), то ими признаются как указанные категории лиц (британские граждане в узком смысле), так и граждане британских заморских территорий, а также граждане государств-членов Содружества, граждане Ирландии, находящиеся на службе в государственных органах, учреждениях, организациях Великобритании.

## ПодданствоРоссийской империи
В период Империи отечественное право окончательно вырабатывает юридическую конструкцию подданства — современный аналог института гражданства. Вместе с тем вплоть до 1917 г. в России не существовало единого акта, регулировавшего отношения гражданства — подданства.
В условиях абсолютной монархии подданство выступало в качестве предпосылки индивидуального сословного статуса (состояния) конкретных лиц. В Российской империи, например в XVII — начале XVIII века, подданство определяло состав лиц, находящихся под государственной властью монарха. Одновременно оно было предпосылкой юридической связи отдельных групп населения с государством через установление статуса российских подданных на основе принадлежности к сословию.
Правосубъектность подданных определялась через объём прав и обязанностей. Российские подданные составляли ранжированное по сословиям (состояниям) общество как объект попечения власти. При этом выделялись «природные русские подданные», к которым относились лица, принадлежавшие к одному из сословий, установленных государством, а также рождённые русскими подданными дети (происшедшее от русского подданного лицо, несмотря на место его рождения, считалось подданным); инородцы — все лица нерусского происхождения (башкиры, казахи, калмыки, самоеды, буряты, якуты и пр)., проживавшие на восточных и северо-восточных территориях России, находившиеся под властью российского императора с сохранением действия родового управления и обычного права и имевшие определённые привилегии (от ряда сборов, воинской повинности, отдельных видов уголовного наказания и т. д.).
В определённой мере под властью российского монарха (в подданстве) находились на территории российской империи и иностранцы, которыми по сословному законодательству признавались «все вообще подданные других держав, не вступившие в подданство России». Их положение регулировалось различными отраслями внутригосударственного права и международными договорами. Иностранцы при определённых условиях могли принять российское подданство (натурализоваться), и будучи причисленными к одному из сословий, получить права состояния российского подданного. Важное значение имела процедура принятия присяги на верность монарху.
Российское право до XVIII века не содержало норм, которые бы чётко определяли, кто является российским подданным и кто — иностранцем.
Натурализация российскому праву той эпохи была неизвестна. Указ 1700 г. (без месяца и числа) отождествлял «крещение Православныя Христианския веры» с «выездом на имя Великаго Государя в вечное холопство».
«Вполне очевидно, что, при таких условиях, — указывал В. М. Гессен, — господство в Московской Руси территориального начала (juris soli) при определении подданства фактом рождения является, по самому существу своему, невозможным. Дети, рождённые на территории московского государства от иноземцев, остаются иноземцами до тех пор, пока они остаются иноверцами. Место рождения никакого значения не имеет».
Указ Петра I 1721 г. предусматривал возможность приобретения иностранцами поместий и вотчин не в результате крещения, а путём принесения присяги на «вечное подданство Российскому Государю». Впервые присяга на подданство как способ натурализации получает правовое закрепление в манифесте 1721 г., призывавшем пленных шведов к вступлению в русское подданство. Вступление в подданство должно было быть добровольным, причём вступающий должен был показать, «чем он честно пропитать себя чает». В тексте присяги не было прямого указания на вечный характер подданства. Однако уже сенатский указ от 27 августа 1747 г. «О клятвенном обещании иностранцев, желающих присягать на вечное подданство России» вводил момент вечности в текст присяги: «Аз нижепоименованный, бывший поданный, обещаюсь и клянусь Всемогущему Богу, что я Всепресветлейшей… Государыне… хощу верным, добрым и послушным рабом и вечно подданным с моею фамилией быть и никуда… за границу не отъезжать и в чужестранную службу не вступать». Текст этот оставался неизменным и в последующих указах: от 8 марта 1762 г. и 6 июля 1793 г. В соответствии с указами от 12 декабря 1796 г. и 18 апреля 1801 г. присягающий, не называя себя рабом, обещал тем не менее «верным, добрым, послушным и вечно подданным с моею фамилией быть». Текст этот перешёл, в конечном счёте, и в Свод законов.
Этим же указом были впервые признаны допустимыми смешанные браки также при условии вступления иностранца в вечное подданство России. Это условие было подтверждено указом от 26 августа 1833 г.
Истории русского права известен только один акт, признающий за рождением на русской территории определённое влияние на подданство. Так, согласно ст. 61 главы I Регламента об управлении Адмиралтейства и Верфи от 5 апреля 1722 г. «кто из иностранцев и их детей пожелают учиться в Адмиралтействе какого мастерства, те должны прежде присягу учинить в вечное фазальство, а без того их не принимать. Иноземцы считаются те, которые приехали из иных государств и вступили в службу. А которые породились в России и приняли службу, те, яко россияне, почтены имеют быть». Этот текст полностью воспроизводит и Регламент об управлении Адмиралтейств и Флотов от 24 августа 1765 г. Текст этих документов свидетельствует о том, что не само по себе рождение в России, а поступление иностранца на государственную службу влекло за собой приобретение российского подданства.
Как способ натурализации, значение присяги на подданство в XIX в. изменилось. «С прекращением колонизаторской деятельности русского правительства, — указывал В. М. Гессен, — разрывается та связь, какая в предшествующую эпоху существует между присягой на подданство и водворением. С этого времени присяга на подданство становится для иностранцев средством освобождения от тех правоограничений, которые устанавливаются для них в интересах коренного населения. В частности, со времени издания Манифеста 1 января 1807 г., воспрещающего иностранцам, не присягнувшим на вечное подданство, вступление в гильдии, — натурализация, то есть присяга на подданство, становится для иностранцев единственным средством приобретения в России торговых прав, присвоенных гильдейскому купечеству. Само правительство на вступление в подданство смотрит как на особую форму вступления в гильдии; в официальных законодательных актах "вечно подданные иностранцы" так и называются "иностранцами, присягнувшими вступать в гильдии"».
Закон 27 мая 1807 г. устанавливал довольно сложный порядок принесения присяги. Согласно этому закону иностранцы, желавшие вступить в гильдии, если они находились в столице, должны были явиться в Министерство коммерции и подать объявление о желании вступить в вечное подданство. Министерство после изучения сведений о поведении и занятиях иностранцев представляло Сенату заключение о допущении их к присяге, которая приносилась в Губернском правлении. В других местностях упомянутые обязанности Министерства возлагались на губернаторов, которые были обязаны представить свои заключения Сенату. Таким образом, принятие в подданство законом 1807 г. ставилось под контроль Правительствующего Сената.
Законом от 6 февраля 1826 г. этот порядок был существенно упрощён. Отныне приведение к присяге всех иностранцев, желающих вступить в гильдии, мещанство или в цех, осуществлялось распоряжением Губернских правлений после получения у них необходимых сведений об их поведении. Причём приведение к присяге должно было осуществляться в присутствии представителя Губернских правлений. Впоследствии губернатору было предоставлено право разрешать иностранцам принятие присяги в полиции, в городской думе или ином ближайшем присутственном месте.
Предоставление права принятия в подданство иностранцев Губернским правлениям означало, что государство не считало необходимым осуществление централизованного руководства и надзора делом натурализации иностранцев. Практически каждый «неопороченный по суду» иностранец имел право на вступление в русское подданство.
Это объяснялось отчасти тем, что, рассматривая натурализацию как способ приобретения определённых, преимущественно служебных и торговых прав, законодательство вплоть до 1864 г. не считало натурализованного иностранца действительным подданным, таким же подданным, как подданный по рождению. В результате между подданством, приобретаемым натурализацией, и прирождённым подданством существовало коренное и принципиальное различие: натурализованный иностранец оставался иностранцем, хотя и привилегированным. Как таковой, он обладал правами, которых был лишён прирождённый подданный, и был лишён тех прав, которыми обладал подданный прирождённый.
Действительное уравнение натурализованных иностранцев в правах с прирождёнными подданными было осуществлено законом от 10 февраля 1864 г. «О правилах относительно принятия и оставления иностранцами русского подданства».
Российское законодательство различало несколько разрядов подданных, пользующихся различными правами: природные подданные, инородцы и финляндские уроженцы. В свою очередь, природные подданные и финляндские уроженцы подразделялись на сословные группы.
Буржуазные революции XVII—XVIII веков в Европе послужили толчком для распространения идеи о правах и свободах человека и гражданина. В известном «Наказе комиссии о составлении проекта Нового Уложения» Екатерины 2-й провозглашалось равенство всех граждан перед законом, но уже тогда императрица оговаривала, что для этого нужны «хорошие установления». О равенстве прав подданных речи не шло, императрица считала естественным существование разного рода людей: «земледельцы..обрабатывают землю "и сей есть их жребий"». В городах проживает средний слой людей, занимающийся ремеслом, торговлей или науками; и от всех отличается дворянство, в которое людей возводит «добродетель с заслугою». Права каждого рода людей тоже были разными. В основе их юридического статуса лежали обязанности в отношении государства. Все права и привилегии давались как вознаграждение за службу и в зависимости от той пользы, которую они приносили.
Впервые права и свободы безотносительно к статусу человека были провозглашены в конституции царства Польского 1815 г.: неприкосновенность личности, равенство всех сословий перед законом, свобода печати. Но они действовали только на небольшой части Российского империи. В Своде законов Российской империи (том 9) систематизированы нормативные акты, касавшиеся статуса подданных.
Борьба права за долгое время осуществлялась на уровне идей, вместе с ней постепенно развивалось и понятие гражданства. Общие же для всех подданных государства права и свободы провозглашались в Манифесте об усовершенствовании государственного порядка 1905 г. и закреплены в Основных гос-ых законах 1906 года. Именно тогда в России понятие прав человека начало трансформироваться из сословного в гражданское.
Этот процесс был прерван в октябре 1917 г., когда понятие подданства исчезает, но понятие и права гражданина приобретают исключительно классовый характер, и права предоставляются человеку государством даже не столько за вклад в развитие государства, столько за лояльность по отношению к власти. Эти положения закреплялись и в советских конституциях. Так ст. 23 Конституции РСФСР 1918 г. гласила: «Руководствуясь интересами рабочего класса в целом, РСФСР лишает отдельных лиц и отдельные группы прав, которые используются ими в ущерб интересам социалистической революции». Высшей ценностью в государстве были ценности социалистической революции. В ныне действующей Конституции РФ провозглашаются равные права и свободы для всех граждан, которые не могут ограничиваться в зависимости от интересов государства.